# Ciproeptadina
Ciproeptadina é um anti-histamínico de primeira geração dos receptores H1, vendido sob a marca Periactin, entre outros, possuindo também propriedades adicionais como anestésico local, anticolinérgico e antiserotonérgico.
Também é um bloqueador dos receptores 5-HT, logo é um agente antagonista da serotonina, daí que os anti-histamínicos dos receptores H1 também possam ter uma ação sobre o apetite levando ao aumento do apetite. É antagonista de muitos dos receptores de serotonina, com maior potência no 5-HT2A, 5-HT2B, 5-HT2C, porém também atua no 5-HT1A com potencia de Ki 59 (nM), age um tanto mais fraco e também como antagonista no 5-HT3, 5-ht6 e 5-ht7.
A ciproeptadina exerce antagonismo nos receptores muscaríneos de acetilcolina, e em dopaminérgicos D1, D2 e D3. É um anti histaminico H1 com grande potência, podendo causar sedação em muitas pessoas.

## Usos médicos

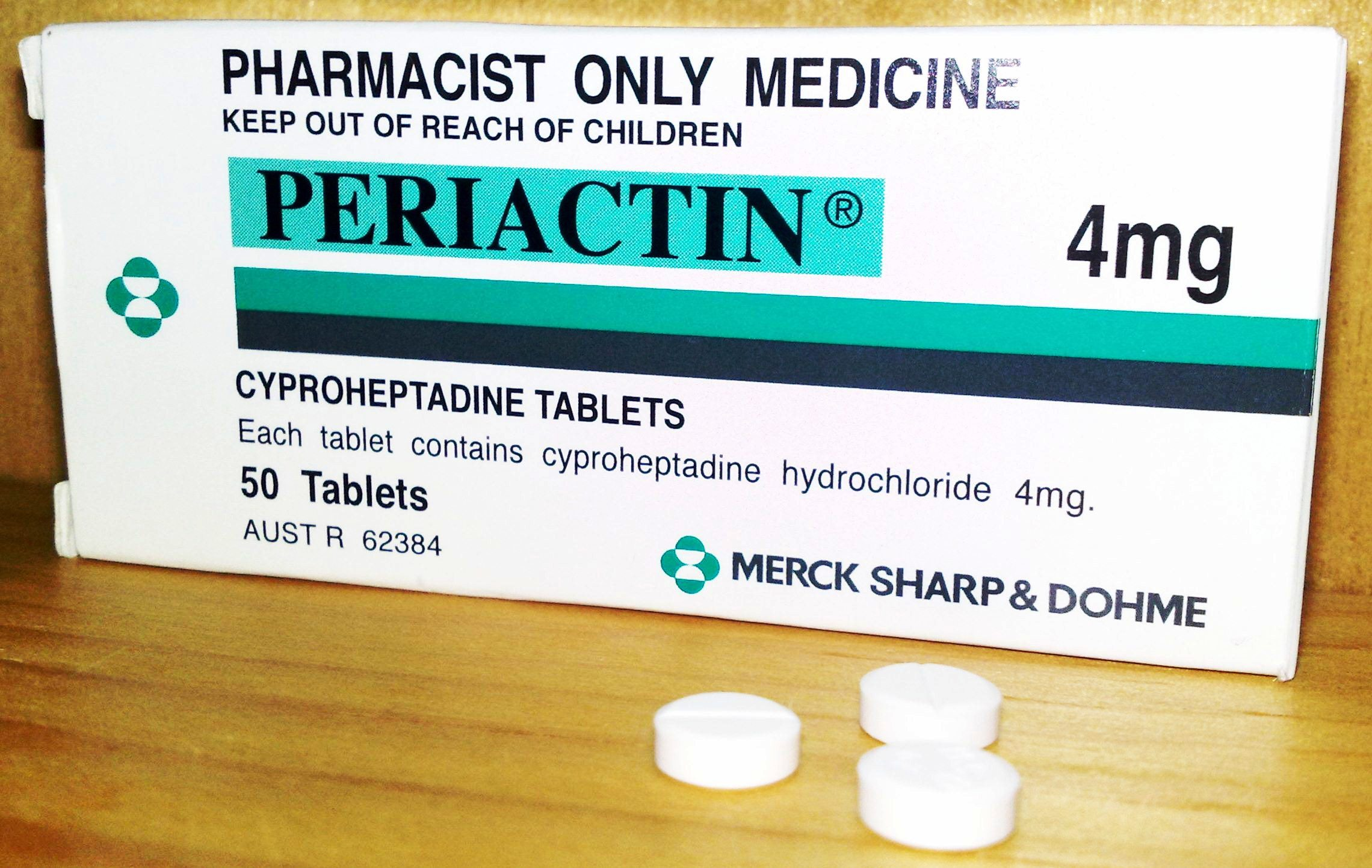
Comprimidos de 4mg de Periactin (ciproeptadina)

- Ciproeptadina é usada para tratar reações alérgicas (especificamente ”febre do feno”).[1]  A evidência de seu uso para este propósito em crianças é fraca e cetotifeno e loratadina apresentaram resultados iguais ou melhores nos pequenos testes em que foram comparados.[2]
- Às vezes é usado, especialmente na sua formulação líquida, como medida preventiva contra enxaqueca em crianças e adolescentes,[3] mas a partir de 2017 a evidência para isso mostrou-se fraca.[2][4] Este uso está na bula no Reino Unido e em alguns outros países.[2] Na Austrália, essa é a única indicação para a qual a ciproeptadina é subsidiada pelo PBS.[5]
- Também é usada fora de recomendações da bula no tratamento de síndrome de vômitos cíclicos em bebês; a única prova deste uso vem de estudos retrospectivos.[6]